# Nilea erecta
Nilea erecta är en tvåvingeart som först beskrevs av Daniel William Coquillett 1902.  Nilea erecta ingår i släktet Nilea och familjen parasitflugor. Inga underarter finns listade i Catalogue of Life.